# Pantelleria
Pantelleria (Pantiḍḍrarìa in siciliano) è un comune italiano di 7 124 abitanti del libero consorzio comunale di Trapani in Sicilia.
Il comune copre l'intera isola di Pantelleria che è estesa più di 80 km² (4 volte circa l'isola di Lampedusa) e si trova a 110 km a sud ovest della Sicilia e a 65 km a nord est della Tunisia, la cui costa è spesso visibile a occhio nudo.
L'isola raggiunge un'altitudine di 836 m sul livello del mare con la Montagna Grande. Il porto dell'isola permette il collegamento regolare con il porto di Trapani. Pantelleria è dotata di un aeroporto ed è collegata all'Italia continentale con voli di linea, in regime di continuità territoriale.
È il comune situato più ad ovest della Regione Siciliana.

## Geografia fisica

### Territorio
Il territorio è di origine vulcanica. L'ultima eruzione avvenne nel 1891, sul pendio nord-occidentale, nella parte sommersa. Sono tuttora presenti molti fenomeni di vulcanismo secondario, prevalentemente in forma di acque calde e soffioni di vapore. Noto è il cosiddetto "Specchio di Venere", piccolo bacino lacustre alimentato da acque termali.
Nota per la sua centralità nel Mar Mediterraneo, scalo intermedio tra Africa e Sicilia e caposaldo per il commercio col Levante, Pantelleria si caratterizza per la singolarità del suo paesaggio, nel quale agli elementi naturali (colate laviche a blocchi, cale e faraglioni) si aggiungono i manufatti creati dall'uomo: muri a secco, con la quadruplice funzione di dissodare il fondo rimuovendone contestualmente le pietre, contenere il terreno, delimitare la proprietà fondiaria e proteggere dal vento; tra i manufatti di origine antropica che caratterizzano l’isola, si annoverano altresì i giardini panteschi, costruzioni quasi sempre cilindriche in muratura di pietra lavica a secco con la duplice funzione di proteggere gli agrumi dal vento e di controllare gli effetti micro-climatici per un giusto apporto di acqua alla pianta, laddove l'isola ne è naturalmente sprovvista; puntellano il territorio comunale anche i cosiddetti dammusi, fabbricati rurali con spessi muri a secco, cubici, con tetti bianchi a cupola ed aperture ad arco a tutto sesto, esempi precursori di architettura bio-climatica.

### Geologia
L'isola di Pantelleria si trova sopra una spaccatura continentale sommersa nel Canale di Sicilia e fu, nelle ere geologiche, al centro di un'intensa attività vulcano-tettonica. L'isola, lunga 15 chilometri, costituisce la sommità emergente di un edificio in gran parte sottomarino. Due grandi caldere pleistoceniche dominano l'isola, la più antica delle due si formò circa 114.000 anni fa e la più giovane (la caldera dei Cinque Denti) circa 45.000 anni fa. L'eruzione che diede origine alla caldera dei Cinque Denti produsse il caratteristico deposito di tufo verde che ricopre gran parte dell'isola e si trova in tutto il Mediterraneo, fino all'isola di Lesbo nel Mar Egeo. Le eruzioni dell'Olocene sono ancor oggi testimoniate da coni di pomice, cupole di lava e brevi colate di lava a blocchi.
Attività geologiche successive costruirono il cono di Monte Gibele, parte del quale venne successivamente a sollevarsi fino a formare la Montagna Grande. Diverse bocche si trovano su tre lati del blocco sollevato di Montagna Grande, sul lato sud-orientale dell'isola. L'unica attività vulcanica storica confermata è un'eruzione sottomarina avvenuta nel 1891 da una bocca al largo della costa nordoccidentale.
Attualmente Pantelleria sta sprofondando: si pensa che ciò sia causato dal raffreddamento e dal degassamento del magma al di sotto del vulcano. Sull'isola sono presenti numerose sorgenti termali e fumarole grazie ad un sistema idrotermale attivo. Favara Grande, nel sud-est dell'isola, ne è uno dei migliori esempi. L'isola rilascia una piccola quantità di CO2 attraverso il degassamento passivo. Lo stock totale di carbonio nei primi 30 cm di suolo a Pantelleria è di circa 230.000 tonnellate. Pantelleria è ricca di rocce riolitiche peralcaline, note appunto col nome di pantelleriti.

### Flora
La flora autoctona dell'isola è costituita dalla macchia mediterranea, assai rigogliosa nelle regioni sud-orientali. Gli elementi dominanti questo paesaggio sono la ginestra, il corbezzolo, il pino marittimo e varie piante aromatiche tipiche della gariga (timo, rosmarino, lavanda, origano, mentuccia). Sulle cime più alte si sviluppano boschi di pini, che a quote più basse cedono il posto a lecci (localmente detti balluti).
La scarsità di acqua non piovana ha reso impossibile lo sviluppo dell'agricoltura irrigua.
Cresce spontanea una varietà di cappero, che oggi rappresenta una delle principali coltivazioni dell'isola, insieme a quella della vite e dell'ulivo (nella varietà detta biancolilla), quest'ultimo coltivato basso e ramificato in ampiezza per proteggerlo dal vento.
Sono rari gli agrumi, coltivati con particolare cura e protetti dai venti. Tra la flora introdotta dall'uomo si contano anche numerose varietà di palme, fra le quali, tuttavia, non si annovera la palma nana che, su altre isole mediterranee inclusa la vicina Sicilia, viene spesso associata alla macchia mediterranea.

### Fauna
Pantelleria costituisce un punto di transito per la migrazione di molte specie aviarie tra Europa e Africa. Tra i volatili stanziali si segnalano svariate specie di rapaci e altri uccelli predatori, compresi il falco pellegrino, il barbagianni, la poiana e la berta maggiore. Già data per estinta, ma forse ancora esistente, è la foca monaca. Gli altri mammiferi, tutti di piccola taglia, sono la crocidura mediterranea, le arvicole e numerosi conigli; questi furono introdotti dall'uomo e, non avendo nemici naturali, si sono potuti riprodurre in modo incontrollato, similmente a quanto avvenuto in molti altri siti (notissimo il caso dei conigli australiani).
Forse introdotte dall'uomo e poi rinselvatichite sono molte altre specie, tra cui il colubro sardo, unica specie di serpente presente sull'isola, la capra, che nel medioevo popolava il paesaggio ma che oggi è estinta, e il gatto selvatico, il quale vive in piccole colonie tra i boschi della regione sud-orientale.
Tra i mammiferi di taglia maggiore, oltre a pochi bovini e ovini allevati in stalla per la produzione casearia, ed in piccolo numero rinselvatichiti, la fauna di Pantelleria annovera la presenza di una sottospecie autoctona di equide, detta asino pantesco. Già estintosi, grazie ad un'iniziativa della Regione Siciliana è stato sviluppato un progetto per ricostituire la razza pantesca in purezza, in seguito al quale, dal 2003, si annoverano alcuni esemplari. La sua presenza è nota da tempi remoti. Molto diffuso fino a metà del XX secolo e noto per la sua prestanza fisica, l'asino di Pantelleria venne selezionato dall'Esercito Italiano durante la Grande Guerra per la produzione di muli militari.

### Clima
Il clima è di tipo mediterraneo caldo, temperato da venti marini che soffiano impetuosi in ogni stagione, tra i quali prevalgono scirocco e maestrale.

## Storia

### Preistoria
L'isola venne sicuramente frequentata sin dal Neolitico, come dimostrano i rinvenimenti di ossidiana, caratteristica di detto periodo, a Pantelleria così come in tutto il bacino del Mediterraneo occidentale. Si data alla fine dell'Eneolitico un gruppo di vasi, forse di un corredo funerario, rinvenuto casualmente a Bugeber. Per quanto noto ad oggi, il più antico stanziamento è il villaggio fortificato con mura ciclopiche di Mursìa, risalente all'età del bronzo, databile ad un periodo compreso tra l'XI secolo e il XV secolo a.C., costituito da numerose capanne, le più antiche delle quali dalla curiosa planimetria che ricorda lo scafo di un'imbarcazione, ed un imponente muro di fortificazione, tra i meglio conservati del Mediterraneo preistorico, il quale, spesso circa 10 metri e alto almeno altrettanto, circonda l'insediamento sul suo lato est per una lunghezza di 300 metri.
Assai caratteristiche sono anche le tombe, dette sesi (termine di oscura etimologia, esclusivo del dialetto pantesco), delle quali sopravvive un centinaio di esemplari sparsi nell'aspra contrada Cimillia, nell'entroterra orientale dell'abitato. I sesi sono costruzioni in pietra lavica murata a secco, a pianta circolare con spiccato emisferico o troncoconico, talora a gradoni. Al loro interno si cela un numero variabile di celle (da due a dodici) a pianta circolare con volta a cupola ogivale, cui si accede da uno stretto e basso cunicolo. Gli scavi archeologici condotti nell'insediamento hanno restituito una notevole quantità di oggetti importati da svariate regioni del Mediterraneo (tra cui Micene e l'Egitto), che testimoniano il ruolo centrale dell'isola in una fitta rete di scambi che aveva come principale obiettivo rame e stagno, necessari alla produzione del bronzo.

### Età antica
Dopo un considerevole lasso di tempo, durante cui l'isola rimase apparentemente disabitata, i fenici vi fondarono una colonia, Cossyra, i cui resti archeologici si trovano sulle colline di San Marco e Santa Teresa nell'immediato entroterra dell'attuale capoluogo. Cossyra entrò presto nell'orbita della vicina potenza cartaginese, della quale seguì i destini. Al periodo punico si fanno tradizionalmente risalire le centinaia di cisterne che costellano il territorio dell'isola. 

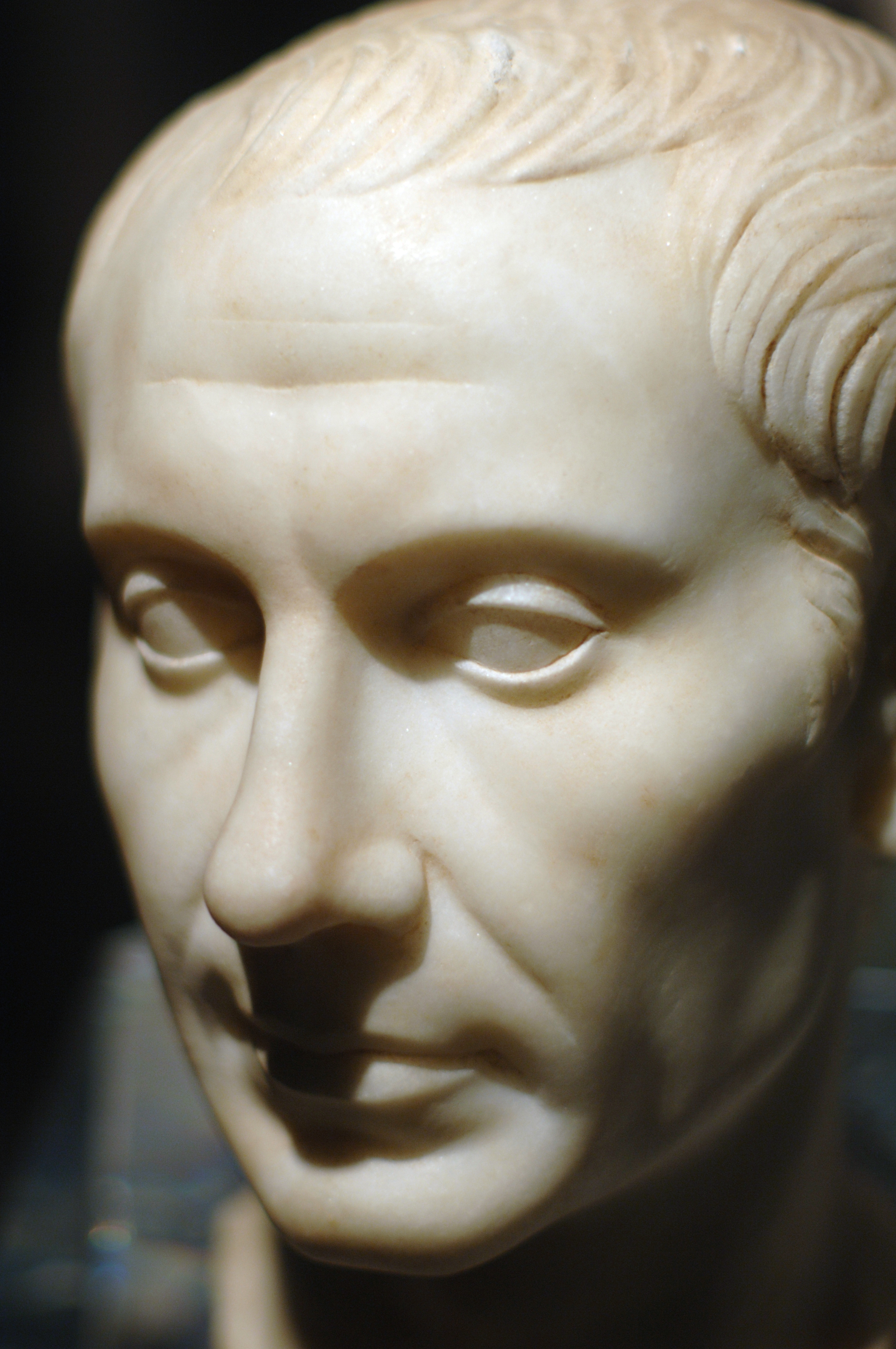
Giulio Cesare, una delle tre Teste di Pantelleria

Pantelleria venne più volte occupata dai romani durante le guerre puniche, nel corso del terzo secolo a.C., fino alla definitiva conquista avvenuta nel 217 a.C. I Romani diedero un forte impulso all'economia dell'isola, come dimostrano i numerosi insediamenti sparsi nel suo territorio e i rinvenimenti nello stesso sito di Cossyra, tra i quali tre ritratti in marmo raffiguranti Cesare, Tito ed una donna identificata con Antonia minore.
Ad epoca tardo-antica (V-VI secolo d.C.) risalgono alcuni insediamenti, di cui rimangono le necropoli costituite da tombe a fossa scavate nella roccia ed una caratteristica produzione ceramica, detta pantellerian ware, rinvenuta in vari luoghi del Mediterraneo. Conquistata dall'ammiraglio bizantino Belisario nel 540 per conto dell'imperatore Giustiniano, Pantelleria conobbe un periodo di profonda decadenza, durante il quale venne usata, come forse già in epoca romana, come luogo di esilio di importanti personaggi. Risale a questo momento storico la conversione o quantomeno la profonda cristianizzazione della sua gente: le fonti storiche citano un monastero di cui si ignora l'ubicazione. All'epoca bizantina risale anche il nome attuale dell'isola, che compare per la prima volta nella regola di suddetto monastero come "Patelareas" (in greco "Πατελαρέας").

### Età medievale e moderna

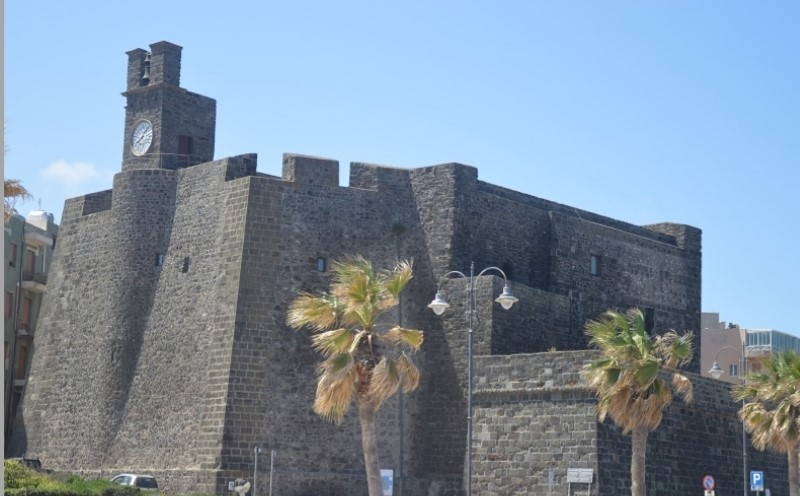
Il castello di Pantelleria

Saccheggiata dagli Arabi a partire dal 700, fu da essi stabilmente occupata probabilmente a partire dall'845, nel contesto della Conquista araba della Sicilia, divenendo parte dell'Emirato di Sicilia. Ai nuovi conquistatori si attribuisce per tradizione l'arrivo di gran parte degli elementi caratteristici del suo attuale paesaggio, tra i quali i dammusi. Certamente gli Arabi introdussero la coltivazione del cotone e la loro lingua che, in una variante locale simile al maltese, sarebbe rimasta in uso fino agli inizi del XIX secolo e che, ancora oggi, influenza profondamente il siciliano parlato localmente.
Nel 1123 l'isola fu conquistata da Ruggero II ed annessa al Regno di Sicilia, del quale avrebbe seguito i destini fino ad oggi.
Nel 1311 una flotta al servizio di re Federico III di Sicilia, al comando di Luigi di Requesens, vi conseguì una notevole vittoria; la famiglia Requesens ottenne in seguito il principato dell'isola.
Nel giugno del 1488 fu saccheggiata da una squadriglia di 11 fuste turche, le quali portarono via come schiavi 80 dei 250 abitanti che Pantelleria allora contava e razziarono tutta la produzione di cotone e di tele, in quei tempi principale ricchezza dell'isola (J. Zurita, Anales de Aragon. T. 2-2, l. XX, cap. LXXIX. Saragozza, 1579). A causa della sua vicinanza con le coste africane, Pantelleria venne poi ripetutamente saccheggiata anche dai corsari barbareschi. Particolarmente cruenta fu l'incursione che alla metà del XVI secolo vi condusse il corsaro Dragut: il capoluogo venne completamente distrutto e la popolazione massacrata; circa mille persone furono inoltre tratte in schiavitù. Allo stesso periodo risale l'assetto attuale del Castello Barbacane, probabilmente costruito su un originale impianto di epoca romana, che ancora oggi domina il porto del capoluogo.
I sovrani borbonici trasformarono l'isola in colonia penale, funzione che mantenne anche sotto i Savoia e che cessò del tutto solo con la caduta del fascismo.

### Età contemporanea

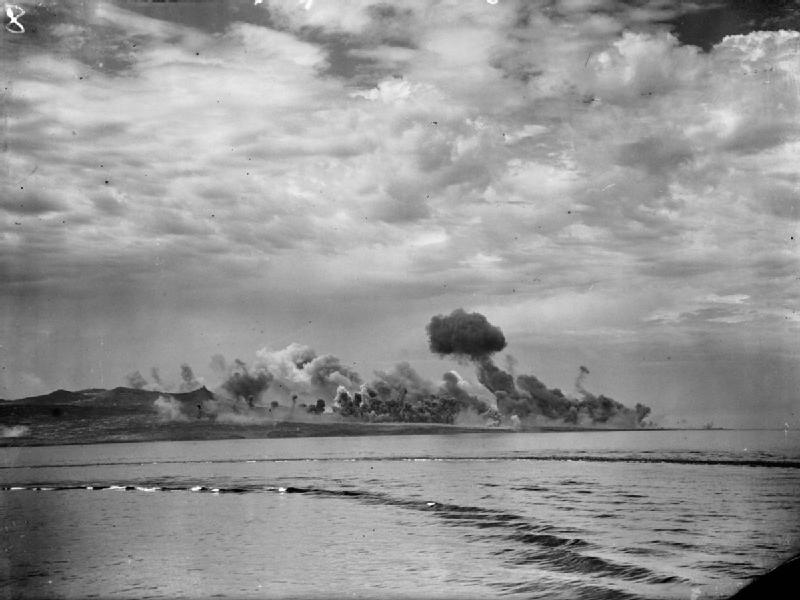
Il bombardamento alleato del 1943

Negli anni '30 l'isola venne fortificata per diretta volontà di Mussolini, nell'ambito di un programma nazionale di opere più importanti realizzate negli anni dal 1937 al 1939. Vi furono costruiti il campo di volo e la mastodontica aviorimessa interrata progettata e realizzata dalla Società Anonima Fratelli Ingegneri Damioli di Milano ed erroneamente attribuita per anni al ben più noto ingegnere Pier Luigi Nervi. Durante la seconda guerra mondiale, nelle acque di Pantelleria si verificò uno dei due scontri della battaglia di mezzo giugno. La conquista di Pantelleria fu ritenuta di importanza strategica dalle truppe alleate che si preparavano ad invadere la Sicilia, tanto che l'isola fu pesantemente bombardata dal mare e dal cielo dal 9 maggio al 6 giugno 1943, per preparare lo sbarco delle truppe, nell'ambito di un'operazione anfibia chiamata operazione Corkscrew. L'11 giugno 1943 l'isola venne conquistata dagli Alleati.
Al referendum istituzionale del 1946, come nella maggioranza della provincia di Trapani, il 55,9% degli elettori insulari (2.795 panteschi) votò a favore della Repubblica, mentre il 44% (2.204 panteschi) votò per il mantenimento della monarchia sabauda.

## Monumenti e luoghi d'interesse

### Aree naturali

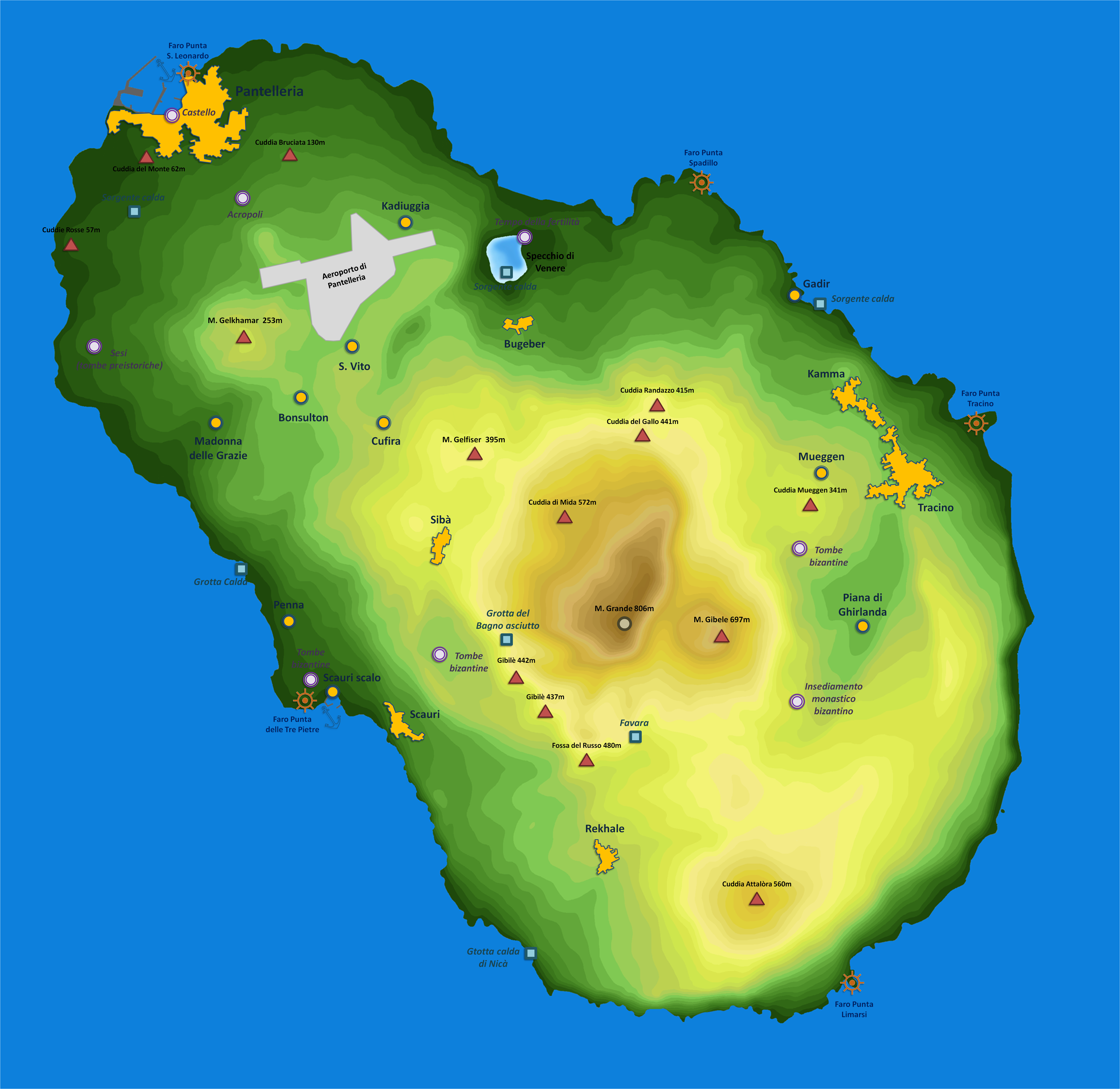
Mappa di Pantelleria

Nell'isola si trova il parco nazionale dell'Isola di Pantelleria, (fino al 2016 riserva naturale orientata Isola di Pantelleria) con un lago (lo specchio di Venere) il cui bacino occupa i resti di un'antica caldera vulcanica.

### Siti archeologici
Pantelleria conserva numerosi resti monumentali della sua storia antica. I più importanti ed esclusivi sono quelli del parco archeologico del Sese, nell'area di Mursìa e Cimillia, ovvero l'abitato capannicolo dell'età del bronzo, con un monumentale muro di fortificazione, e la relativa necropoli dei sesi. Numerose sono anche le testimonianze dell'antica Cossyra, visibili sulle collinette di San Marco e Santa Teresa.
Nel 2003 furono rinvenute tre teste di statue romane risalenti al I secolo d.C..

### Arte e monumenti
Sull'isola non vi sono edifici storici di particolare pregio, anche a causa della radicale distruzione del suo capoluogo avvenuta durante i bombardamenti anglo-americani. 
L'unica eccezione è il castello Barbacane, un severo maniero di aspetto rinascimentale formato da un corpo a pianta irregolarmente quadrangolare con corte interna, cui si unisce una torre quadrata che in origine doveva essere separata. Nel 1488 il castello di Pantelleria appariva così: "... il castello aveva quattro torri, le quali erano molto alte e sottili, ed era molto angusto e tanto debole che con un'artiglieria appena mediocre si sarebbe potuto demolire; pertanto l'isola si poteva considerare priva di difese". Oggi il castello di Pantelleria è sede di un museo, dove sono custodite le sopracitate teste di Pantelleria.
Sull'isola vi sono numerose chiesette, quasi sempre costruite con il medesimo aspetto dei caratteristici dammusi locali, che rappresentano la vera specialità architettonica di Pantelleria. Le principali opere d'arte di arredo mobile si trovano nel Santuario della Margana, dove è possibile ammirare un pregevole crocifisso ligneo di scuola siciliana e una icona di aspetto bizantino, ma più volte ridipinta, raffigurante la Vergine che allatta il Bambino. Per quanto riguarda l'architettura militare, invece, si può considerare un capolavoro dell'architettura moderna, per tanti aspetti unico nel suo genere, il gigantesco hangar sotterraneo di Pierluigi Nervi, ancora oggi usato per scopi militari. A Pantelleria è stato girato nell'estate del 2014 il film A Bigger Splash, di Luca Guadagnino, uscito nelle sale nel 2015.. Nella località Cimillia sono ospitate in un parco d'arte venticinque installazioni a cielo aperto.

### Musei
- Museo archeologico, presso il castello Barbacane
- Museo del mare "Sebastiano Tusa"[16]
- Museo vulcanologico di Punta Spadillo[17]

## Società

### Evoluzione demografica
Abitanti censiti

### Etnie e minoranze straniere
Secondo i dati ISTAT al 31 dicembre 2018 la popolazione straniera residente era di 576 persone, pari al 7,4 % della intera popolazione.
Le nazionalità maggiormente rappresentate in base alla loro percentuale sul totale della popolazione residente erano:
Romania : 319 pari al 4,1 %

### Lingue e dialetti

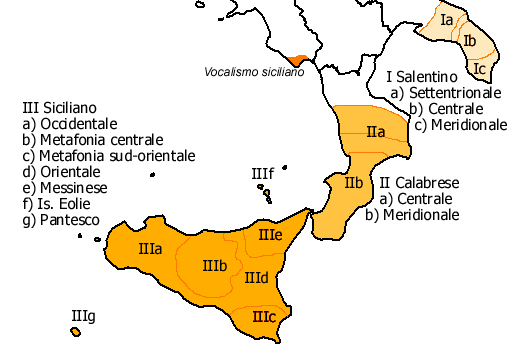
Distribuzione del gruppo siciliano

A Pantelleria era parlato un dialetto arabo siciliano affine al maltese fino al tardo XVII secolo, quando fu sostituito dalla lingua siciliana nella sua variante pantesca. Oltre al siciliano pantesco, il cui lessico contiene numerosi arabismi tramandati dal sostrato semitico, a Pantelleria si parla, naturalmente, l'italiano. La ricchezza di influenze del siciliano, appartenente alla famiglia delle lingue romanze e classificato nel gruppo meridionale estremo, deriva dalla posizione geografica dell'isola, la cui centralità nel Mar Mediterraneo ne ha fatto terra di conquista di numerosi popoli gravitanti nell'area mediterranea.

## Geografia antropica
Pantelleria è un'isola che si caratterizza per la singolarità del suo paesaggio, nel quale agli elementi naturali (tavolieri di colate laviche, coni vulcanici, cale e faraglioni) si aggiungono tipici manufatti creati dall'uomo:
- muri a secco (con la funzione di bonificare e contenere il terreno coltivabile e delimitare la proprietà fondiaria);
- i giardini panteschi (tipiche costruzioni cilindriche realizzate a secco in muratura di pietra lavica con la duplice funzione di bonificare il terreno dall'eccesso di pietrame e di proteggere gli alberi di agrumi piantati all'interno dal vento e dalla salsedine);
- i dammusi (architettura di sola pietra lavica e calce, a moduli cubici, con aperture ad arco a tutto sesto e tetti bianchi a cupola di rivoluzione) costruiti nell'esempio architettonico fenomenologico del "Genius Loci" che hanno combinato, sin dal tempo dei fenici, tutte quelle condizioni "per star bene"[19] sia in casa (cura dell'igiene e della salute) che nell'ambiente insulare (cura del paesaggio e delle risorse naturali).

## Economia
L'economia dell'isola è basata sull'agricoltura specializzata nella coltivazione della vite: famoso lo zibibbo e i vini dolci come il moscato di Pantelleria e il passito di Pantelleria e ancora il Pantelleria passito liquoroso.
Il 26 novembre 2014, a Parigi, l'UNESCO ha dichiarato la pratica agricola della coltivazione della vite Zibibbo ad alberello, tipica di Pantelleria, patrimonio intangibile dell'umanità. Il dossier, coordinato dal prof. Pier Luigi Petrillo, è stato approvato all'unanimità da tutti gli Stati parte dell'UNESCO: si tratta della prima pratica agricola al mondo ad ottenere questo prestigioso riconoscimento.
Fra le altre coltivazioni, pregiata è la produzione e la conservazione del cappero di Pantelleria, oggi a indicazione geografica protetta, e dell'uva essiccata. Fino a non molto tempo fa era praticato diffusamente l'allevamento di asini e di muli apprezzati in tutta Europa. Scarsamente praticata è la pesca. Sono invece in crescente sviluppo le attività legate al turismo, specialmente estivo. L'isola è dotata di una buona ricettività alberghiera ed attrae ogni anno un buon numero di turisti, soprattutto italiani. Inoltre non trascurabile è l'apporto all'economia locale determinato dai numerosi personaggi pubblici, italiani e stranieri, che posseggono a Pantelleria uno dei caratteristici dammusi.

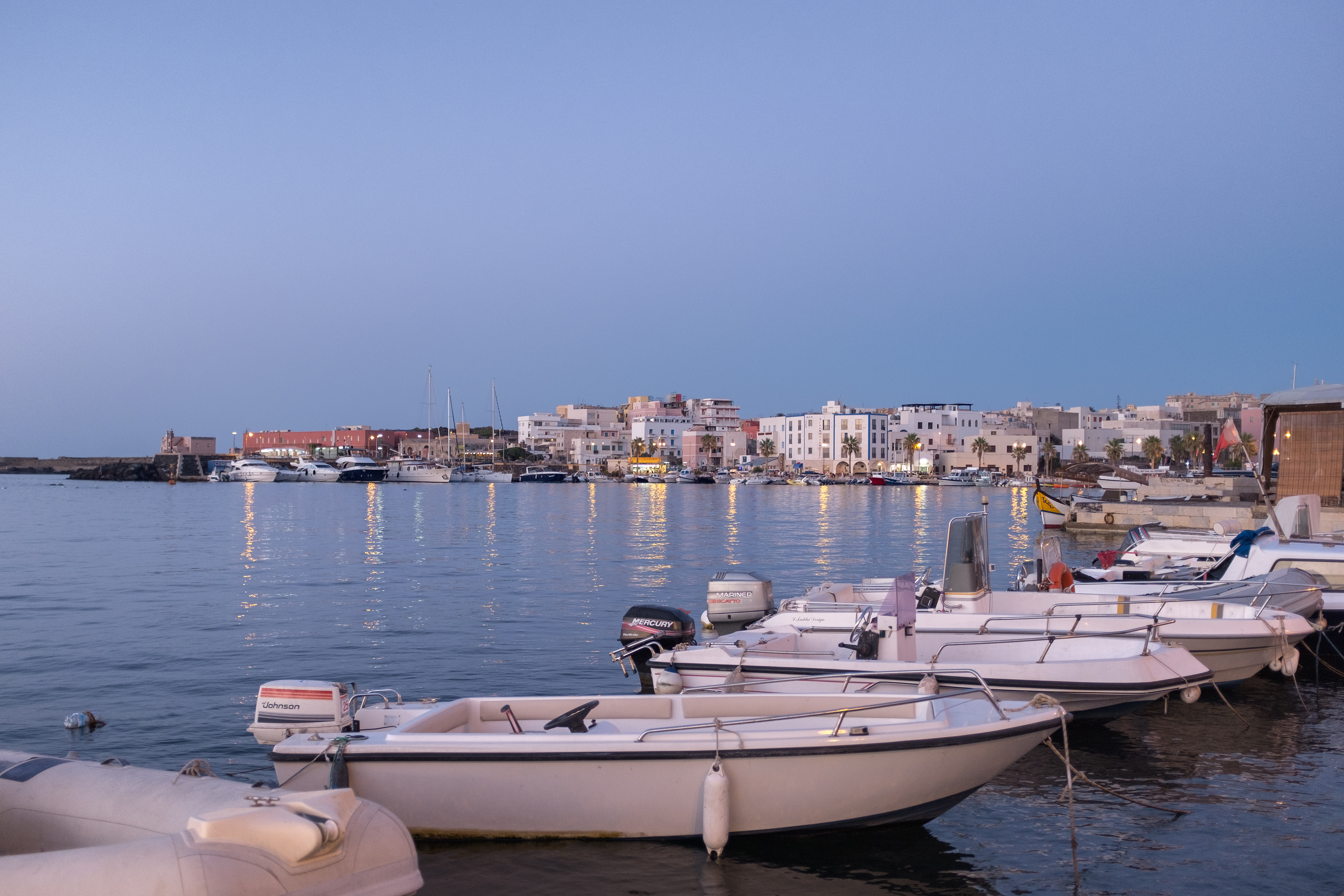
Il Porto

## Infrastrutture e trasporti
Tradizionalmente collegata via mare, il porto vecchio è situato nella zona antistante il paese ed è utilizzato come diporto e per piccoli pescherecci, mentre il porto nuovo si trova nell'area di fronte a Punta Croce. È collegato tramite aliscafi e traghetti a Trapani. Nella zona sud-ovest dell'isola sorge il piccolo porto di Scauri. Nell'isola è attivo l'ospedale "B. Nagar".
Nel 1939 fu costruito l'Aeroporto di Pantelleria, dapprima come struttura militare e, nel dopoguerra, riconvertito a uso civile. Da qui partono voli diretti in regime di continuità territoriale con l'aeroporto di Palermo e con l'aeroporto di Trapani-Birgi e stagionali con Catania, Roma, Milano, Torino, Venezia e Napoli.

## Gastronomia
La gastronomia di Pantelleria presenta una grande varietà di piatti tipici, nei quali si mescolano caratteristiche siciliane e del mondo arabo; tra essi: una variante del cuscus, detta tabulì; la pasta condita con un tipo di zucchina coltivata localmente; un tipo di insalata a base di ortaggi misti locali; un dolce di ricotta, detto "bacio pantesco".
Di ascendenza maghrebina è anche la merghez, una salsiccia di manzo abbondantemente speziata con peperoncino ardente. Numerosi i piatti a base di legumi, tra i quali un tipo di lenticchia rossa che si coltiva in loco. A Pantelleria si produce anche un tipico formaggio fresco, detto tumma, consumato sia dolce che salato.

## Amministrazione
Di seguito è presentata una tabella relativa alle amministrazioni che si sono succedute in questo comune.
| Periodo           | Periodo           | Primo cittadino         | Partito              | Carica                    | Note   |
| ----------------- | ----------------- | ----------------------- | -------------------- | ------------------------- | ------ |
| 15 febbraio 1989  | 10 agosto 1989    | Giovanni Accardi        | Democrazia Cristiana | Sindaco                   | [ 25 ] |
| 15 settembre 1989 | 6 giugno 1991     | Giovanni Petrillo       | Democrazia Cristiana | Sindaco                   | [ 25 ] |
| 31 marzo 1990     | 26 marzo 1991     | Giuseppe Fereri         | Democrazia Cristiana | Sindaco                   | [ 25 ] |
| 14 giugno 1991    | 3 agosto 1991     | Aldo D'Aietti           | Democrazia Cristiana | Sindaco                   | [ 25 ] |
| 11 febbraio 1992  | 10 febbraio 1994  | Salvatore Giglio        | Democrazia Cristiana | Sindaco                   | [ 25 ] |
| 28 giugno 1994    | 25 maggio 1998    | Alberto Di Marzo        | Lista civica         | Sindaco                   | [ 25 ] |
| 25 maggio 1998    | 23 settembre 2002 | Alberto Di Marzo        | L'Ulivo              | Sindaco                   | [ 25 ] |
| 17 marzo 2003     | 14 luglio 2004    | Emilio Buda             |                      | Commissario straordinario | [ 25 ] |
| 17 marzo 2003     | 14 luglio 2004    | Vittorio Vasques        |                      | Commissario straordinario | [ 25 ] |
| 17 marzo 2003     | 14 luglio 2004    | Alfredo Vicari          |                      | Commissario straordinario | [ 25 ] |
| 14 luglio 2004    | 17 maggio 2005    | Marcello Palmieri       |                      | Commissario straordinario | [ 25 ] |
| 14 luglio 2004    | 17 maggio 2005    | Gerardo Bisognoa        |                      | Commissario straordinario | [ 25 ] |
| 14 luglio 2004    | 17 maggio 2005    | Vittorio Lapolla        |                      | Commissario straordinario | [ 25 ] |
| 16 maggio 2005    | 1º giugno 2010    | Salvatore Gino Gabriele | Lista civica         | Sindaco                   | [ 25 ] |
| 1º giugno 2010    | 4 giugno 2012     | Alberto Di Marzo        | Lista civica         | Sindaco                   | [ 25 ] |
| 18 giugno 2012    | 11 giugno 2013    | Giuseppe Piazza         |                      | Commissario straordinario | [ 25 ] |
| 11 giugno 2013    | 12 giugno 2018    | Salvatore Gino Gabriele | Lista civica         | Sindaco                   | [ 25 ] |
| 12 giugno 2018    | 29 maggio 2023    | Vincenzo Vittorio Campo | Movimento 5 Stelle   | Sindaco                   | [ 25 ] |
| 29 maggio 2023    | in carica         | Fabrizio D’Ancona       | Lista civica         | Sindaco                   | [ 25 ] |

### Altre informazioni amministrative
Il comune di Pantelleria fa parte delle seguenti organizzazioni sovracomunali: regione agraria nº 3 (Isola di Pantelleria).

### Principali centri abitati
- Pantelleria centro (Oppidolo)
- Scauri
- Tracino
- Khamma
- Gadir
- Bugeber
- Rekhale
- Sibà
- San Vito

## Galleria d'immagini

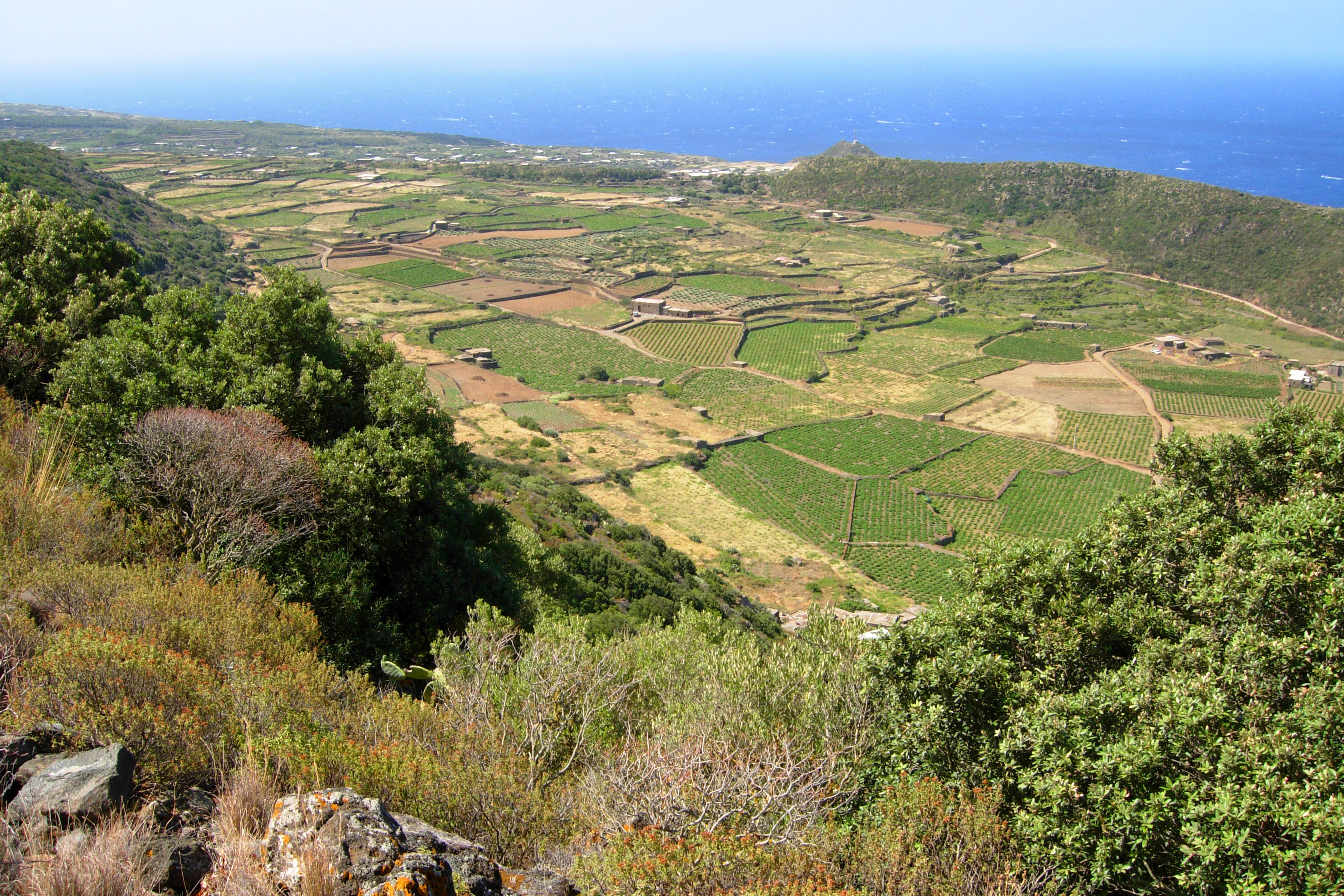
Piana della Ghirlanda vista da Montagna Grande
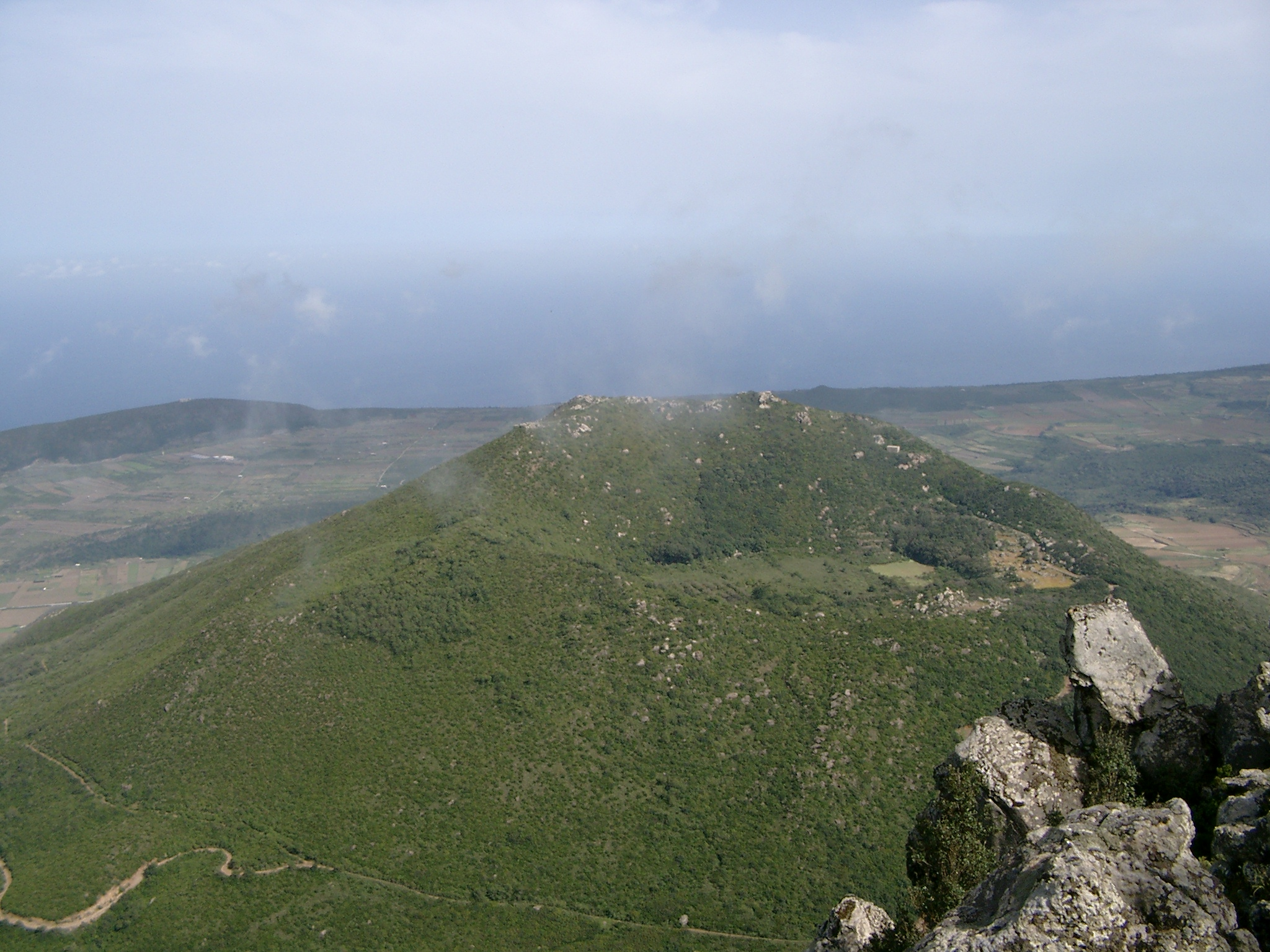
Monte Gibele visto da Montagna Grande
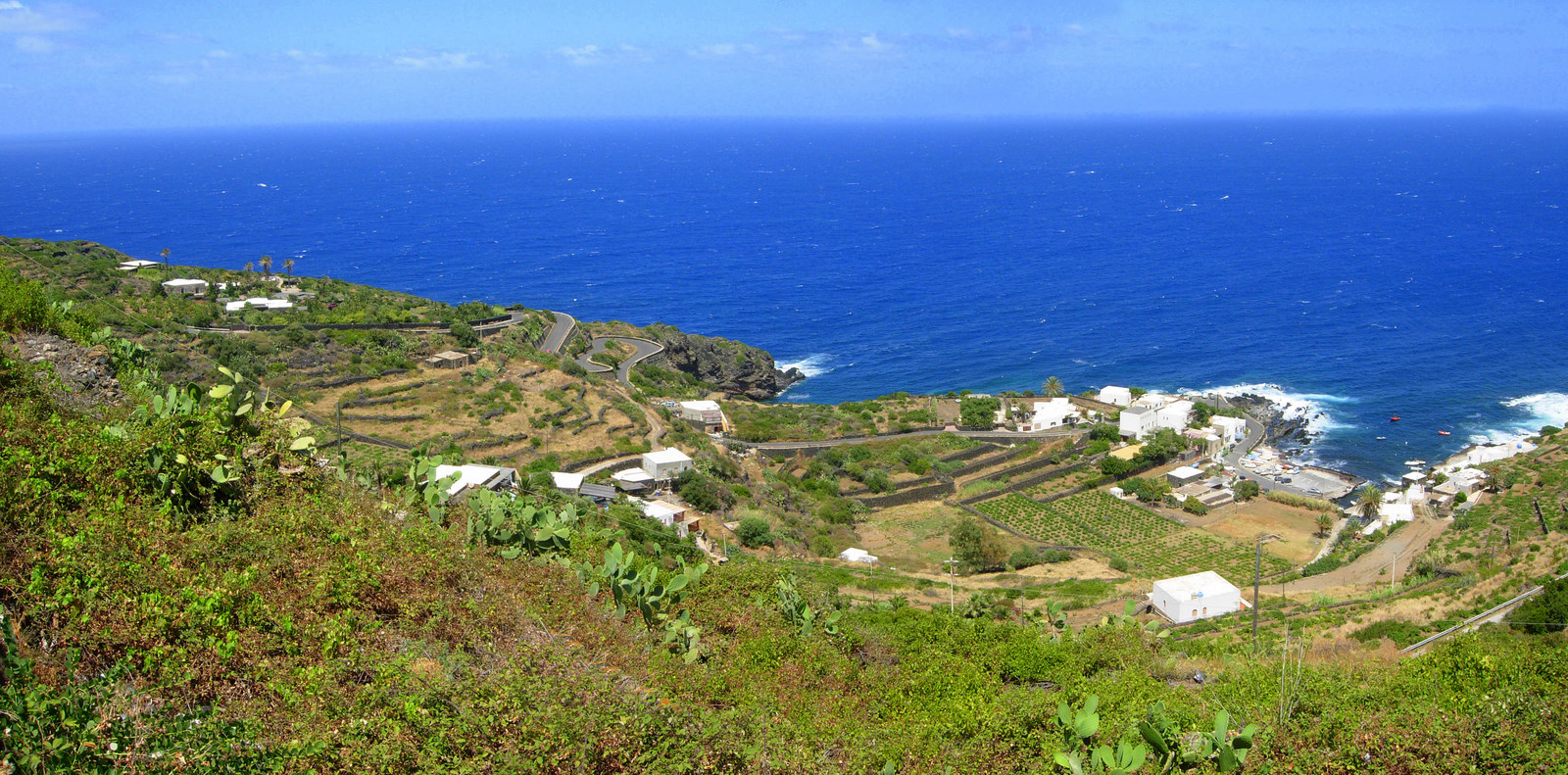
Costa sul lato est, porticciolo di Gadir
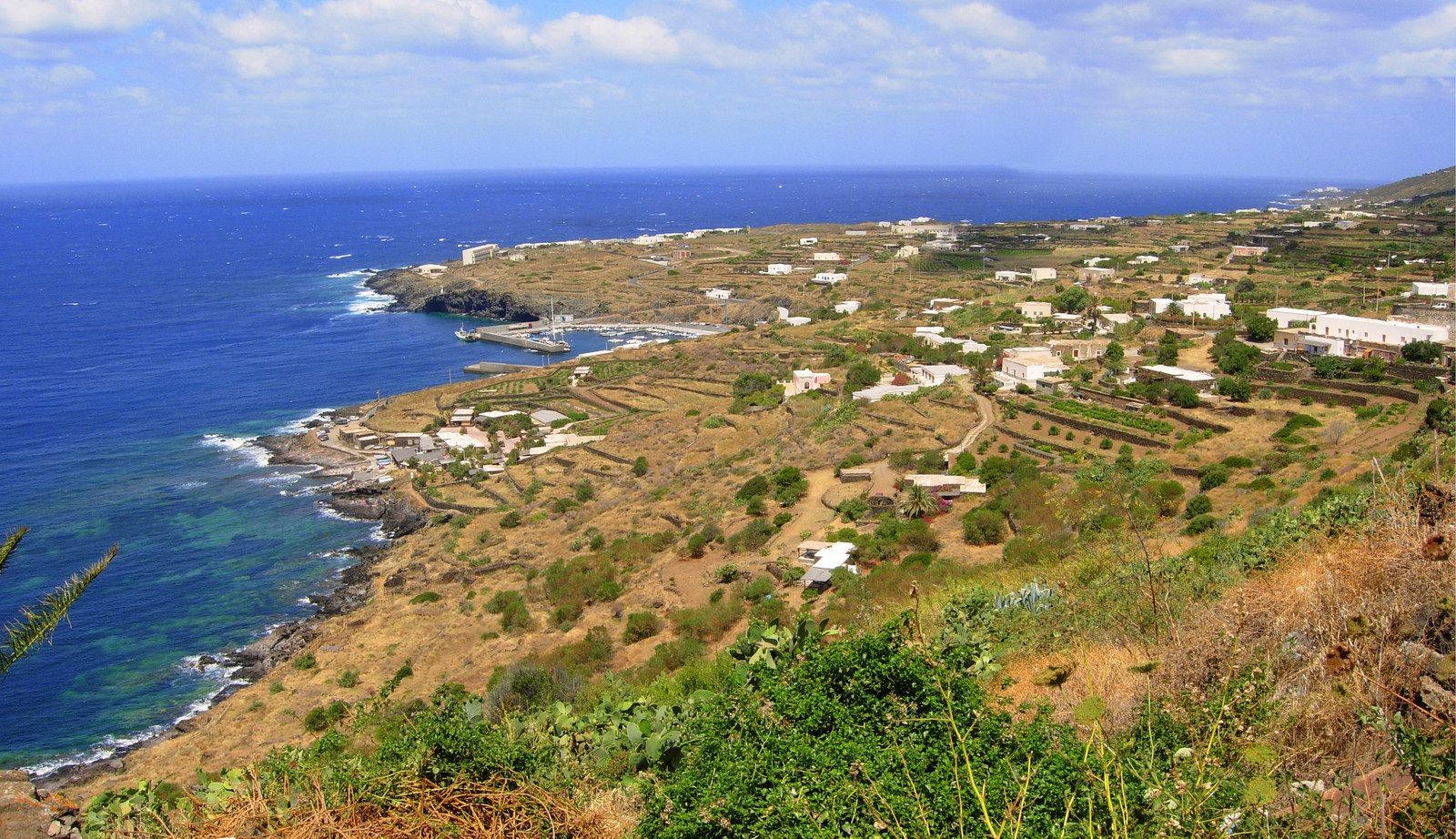
Porto di Scauri
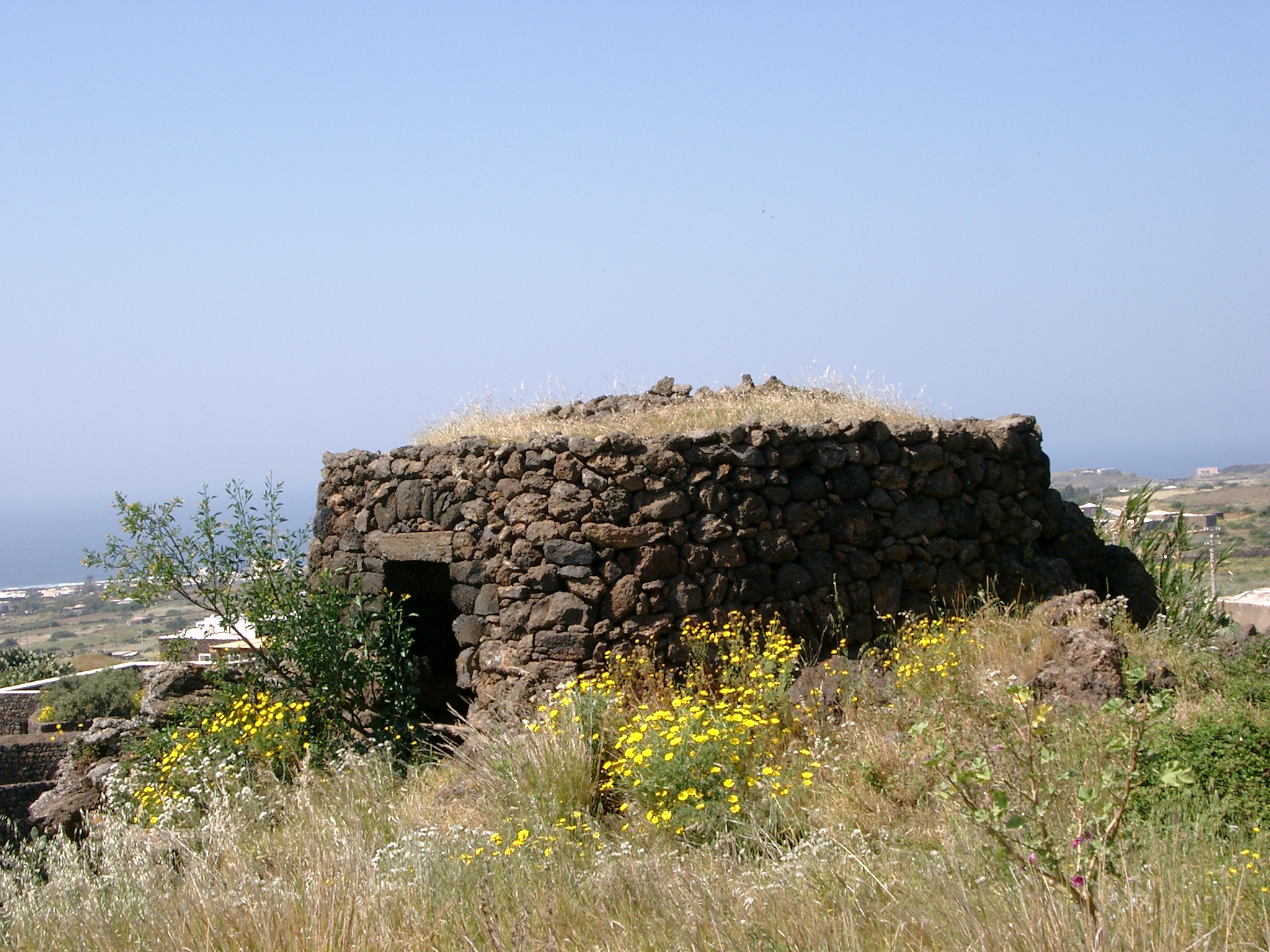
Un antico Dammuso
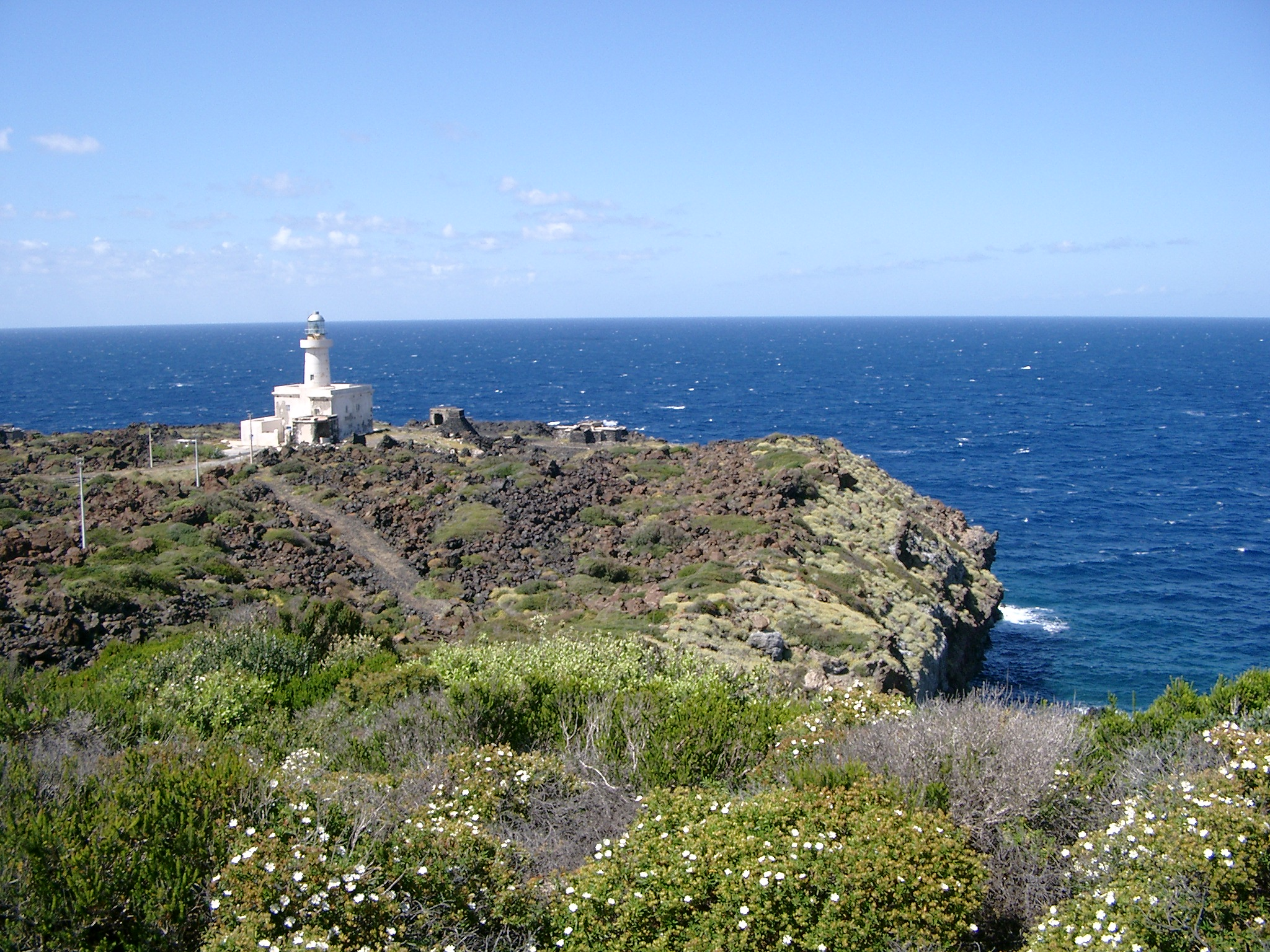
Faro di punta Spadillo
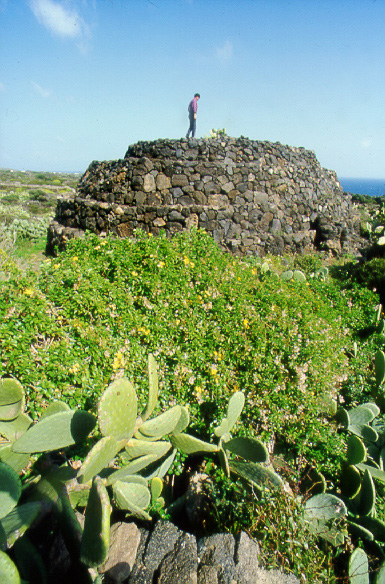
Il Sese del re
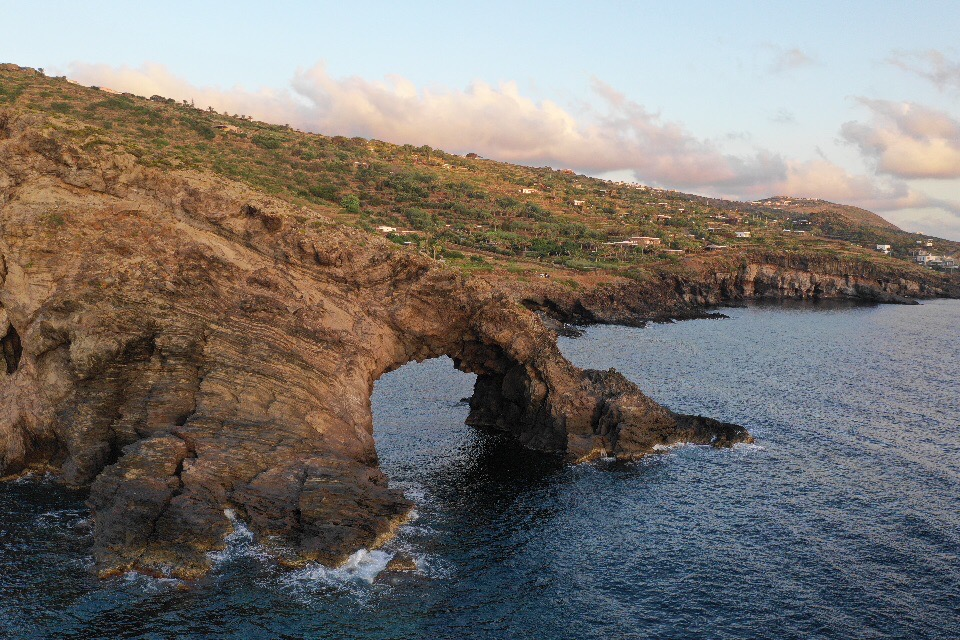
Arco dell'elefante